# Морли, Роберт, 2-й барон Морли
Роберт Морли (англ. Robert Morley; приблизительно 1295 — 23 марта 1360) — английский аристократ, 2-й барон Морли с 1300 года. Адмирал Севера, участник войн во Франции и Шотландии.

## Биография
Роберт Морли был единственным сыном Уильяма Морли, 1-го барона Морли. Он родился приблизительно в 1295 году, а в 1300, потеряв отца, унаследовал семейные владения и титул. В качестве морского офицера Роберт участвовал в войнах во Франции и Шотландии. В 1339—1343 годах он занимал должность адмирала Севера, в 1340 году сражался с французами при Слейсе, в 1346 — в сухопутном сражении при Креси. В 1348—1349 годах Морли был адмиралом Севера совместно с Уолтером Мэнни, в 1350—1351 и 1355—1356 годах снова занимал этот пост. В 1355 году барон стал констеблем Тауэра. Он умер в 1360 году в Бургундии.
Морли был женат дважды, на Гевизе Маршал, дочери сэра Уильяма Маршала, 1-го барона Маршала, и Кристианы Фицуолтер (с 1316 года), и на Джоан де Тис. В первом браке родился сын Уильям, во втором — сын Джон и дочь Джоан.